# Jules Nyongha
Jules-Fredric Nyongha (ur. 3 listopada 1945) – kameruński trener piłkarski.

## Kariera
Nyongha trzykrotnie prowadził reprezentację Kamerunu. W 1996 roku wzięła ona udział w Pucharze Narodów Afryki. Rozegrał na nim 3 mecze: z Południową Afryką (0:3), Egiptem (2:1) i Angolą (3:3), po czym odpadła z turnieju po fazie grupowej.